# جيني ديفيس
جيني ديفيس (بالإنجليزية: Jenny Davis) هي دراجة بريطانية، ولدت في عقد 1980 في غرب لوثيان في المملكة المتحدة.

## روابط خارجية
- جيني ديفيس على موقع أرشيف الدراجات (الإنجليزية)
- جيني ديفيس على موقع اتحاد ألعاب الكومنولث (مؤرشف) (الإنجليزية)